# Theridion melinum
Theridion melinum là một loài nhện trong họ Theridiidae.
Loài này thuộc chi Theridion. Theridion melinum được Eugène Simon miêu tả năm 1900.